# ФК «Динамо» Москва в сезоне 1938
Сезон 1938 года — 16-й в истории футбольного клуба «Динамо» Москва.
В нем команда приняла участие в Чемпионате и Кубке СССР.

## Общая характеристика выступления команды в сезоне
По итогам сезона 1937 года руководство клуба, несмотря на достигнутые успехи, сумело сделать объективный вывод о назревающей смене поколений в «Динамо» и одновременной необходимости освоения современной тактики игры (системы «дубль-ве»). Для решения этих проблем был приглашен авторитетный специалист, автор многих теоретических и практических новаций в отечественном футболе тех времен Михаил Давидович Товаровский, преподаватель Центрального института физкультуры (ГЦОЛИФК), успешно до этого тренировавший киевское «Динамо».
Новый тренер качественно реорганизовал и оптимизировал тренировочный процесс, существенно расширив временные рамки подготовки (команда проводила сборы теперь и в зимнее время). Он одним из первых стал применять в процессе подготовки медицинские исследования и специальные упражнения, уделял пристальное внимание образу жизни и быту футболистов, соблюдению ими спортивного режима. Товаровский, наряду с построением командных действий, посвящал много времени индивидуальной работе с игроками; также была проведена хорошая селекционная работа: привлеченные им в состав игроки клубных команд «Динамо» в дальнейшем играли довольно заметную роль в команде, а некоторые (Павел Забелин, Алексей Гринин) стали позднее заметными фигурами в советском футболе (правда, выступая в других клубах).
Тем не менее, успеха в первом же сезоне работы с командой достичь не удалось. Это связано с тем, что весьма прогрессивные идеи Товаровского (Михаил Якушин в бытность тренером неоднократно подчеркивал его влияние на формирование своей тренерской концепции) все же требовали серьезной футбольной эрудиции от игроков, которой большинство футболистов даже команды — чемпиона страны объективно не обладали в полной мере. Поэтому становление командной игры происходило непросто и сильно зависело от отдельных исполнителей: случившиеся травмы ряда ключевых игроков (Василия Смирнова, Алексея Пономарёва, Льва Корчебокова и других) усугубили ситуацию. В результате тренеру приходилось производить в составе много замен и перестановок, из которых объективно не все оказались удачными.
Такая, только нащупывающая свою игру команда, не была в достаточной мере стабильна: привычные победные серии сменялись довольно чувствительными поражениями не только от основных конкурентов (1:4 от «Спартака»), но и от средних по силе команд (которых было немало в этом самом большом по составу участников чемпионате в истории отечественного футбола), игравших с динамовцами «асимметрично» в жесткий (порой за гранью фола) оборонительный футбол. Тем не менее, за три тура до конца команда вполне могла рассчитывать на победу в чемпионате, но финиш из трех поражений подряд от не самых сильных соперников (здесь, в отличие от финиша прошлогоднего первенства, в ряде эпизодов динамовцам откровенно не повезло) впервые отбросил команду за черту призеров (пятое место), что было воспринято руководством клуба как катастрофа.
В Кубке динамовцы также не сумели пройти далее первого раунда, уступив в 1/32 финала «Торпедо».

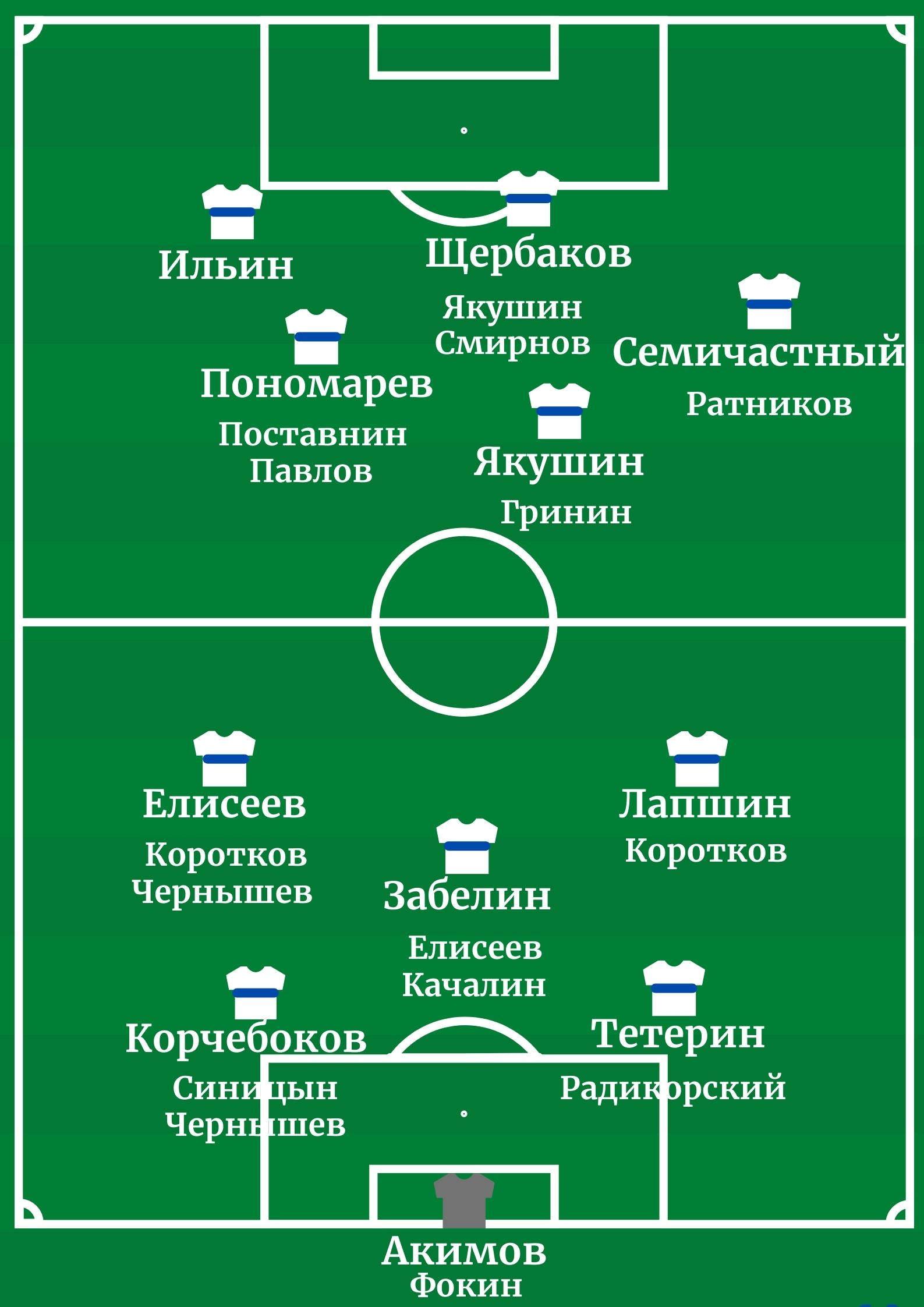

## Команда

### Состав
| Игрок                | Дата рождения    | Сезон в «Динамо» | Бывший клуб             |
| Вратари              | Вратари          | Вратари          | Вратари                 |
| -------------------- | ---------------- | ---------------- | ----------------------- |
| Анатолий Акимов      | 6 апреля 1915    | 1                | «Спартак» Москва        |
| Евгений Фокин        | 25 октября 1909  | 9                | КЖД им. Ильича Подольск |
| Защитники            |                  |                  |                         |
| Виктор Тетерин       | 27 января 1906   | 9                | РКимА                   |
| Лев Корчебоков       | 11 марта 1907    | 9                | «Динамо» (клубная)      |
| Аркадий Чернышев     | 16 марта 1914    | 3                | «Серп и Молот»          |
| Всеволод Радикорский | 3 октября 1915   | 1                | «Динамо» (клубная)      |
| Николай Синицын      | 22 января 1917   | 1                | «Динамо-ТК № 1» Болшево |
| Полузащитники        |                  |                  |                         |
| Алексей Лапшин       | 24 февраля 1909  | 8                | РКимА                   |
| Павел Забелин        | [[ ]] 1911       | 1                | «Динамо-ТК № 1» Болшево |
| Евгений Елисеев      | 7 января 1909    | 3                | «Балтвод» Ленинград     |
| Павел Коротков       | 24 июля 1907     | 9                | «Динамо» (клубная)      |
| Гавриил Качалин      | 17 января 1911   | 3                | «Динамо» Гомель         |
| Александр Рёмин      | 28 сентября 1910 | 7                | «Трёхгорка»             |
| Нападающие           |                  |                  |                         |
| Михаил Семичастный   | 5 декабря 1910   | 3                | ЦДКА                    |
| Константин Ратников  | 6 июля 1913      | 1                | «Динамо-ТК № 1» Болшево |
| Михаил Якушин        | 15 ноября 1910   | 6                | СКиГ                    |
| Алексей Гринин       | 21 августа 1919  | 1                | «Динамо» (клубная)      |
| Иван Щербаков        | 24 марта 1917    | 2                | «Динамо-ТК № 1» Болшево |
| Василий Смирнов      | 13 января 1909   | 8                | «Трёхгорка»             |
| Алексей Пономарёв    | 15 февраля 1913  | 4                | «Динамо» (клубная)      |
| Василий Павлов       | 23 января 1907   | 12               | «Динамо» (клубная)      |
| Николай Поставнин    | 28 декабря 1916  | 1                | «Динамо» (клубная)      |
| Сергей Ильин         | 2 июля 1906      | 8                | ЦДКА                    |
| Николай Белоусов     | 26 января 1915   | 2                | «Динамо» (клубная)      |
| Александр Назаров    | 26 июля 1915     | 1                | «Динамо» (клубная)      |

### Изменения в составе
| Поз | Игрок                | Прежний клуб            |
| --- | -------------------- | ----------------------- |
| В   | Анатолий Акимов      | «Спартак» Москва        |
| З   | Всеволод Радикорский | «Динамо» (клубная)      |
| З   | Николай Синицын      | «Динамо-ТК № 1» Болшево |
| П   | Павел Забелин        | «Динамо-ТК № 1» Болшево |
| Н   | Константин Ратников  | «Динамо-ТК № 1» Болшево |
| Н   | Алексей Гринин       | «Динамо» (клубная)      |
| Н   | Николай Поставнин    | «Динамо» (клубная)      |
| Н   | Александр Назаров    | «Динамо» (клубная)      |

| Поз | Игрок               | Новый клуб           |
| --- | ------------------- | -------------------- |
| В   | Александр Квасников | «Спартак» Москва     |
| З   | Александр Мышляев   | «Буревестник» Москва |
| Н   | Георгий Дёмин       | «Динамо» (клубная)   |

## Официальные матчи

### Чемпионат СССР 1938
Число участников — 26. Система розыгрыша — «круговая» в один круг. Победитель — «Спартак» Москва.
Команда «Динамо» Москва заняла 5 место.
| 11 мая Ч 1 (30) | «Динамо» Москва                                                                 | 7:1     | «Буревестник» Москва | Москва                                                              |
| | - Семичастный 30′ 42′ 55'(пен.) 55′ - Якушин 34′ - Ильин 37′ - Щербаков 40′ 63′ | (отчёт) | - 80′ Стыкин         | Стадион: «Динамо» (малый) Зрителей: 3 000 Судья: В.Архипов (Москва) |
| «Динамо» Москва: Акимов - Тетерин, Корчебоков - Лапшин, Качалин, Чернышев - Ратников, Щербаков, Семичастный, Якушин, Ильин «Буревестник» Москва: Победушкин - Горбунов , Баранов - Стыкин, Бенедиктов, Анисимов - Бочков, Вас.Зайцев, Шлюнов, Вл.Соколов, Калганов |                                                                                 |         |                      |                                                                     |

| 17 мая Ч 2 (31) | «Динамо» Москва | 1:1     | «Пищевик» Москва | Москва                                                        |
| | - Щербаков 49′  | (отчёт) | - 5′ Хомутов     | Стадион: «Торпедо» Зрителей: 8 000 Судья: Н.Троицкий (Москва) |
| «Динамо» Москва: Акимов - Тетерин , Корчебоков - Лапшин, Елисеев, Чернышев - Ратников, Щербаков, Семичастный, Якушин, Поставнин «Пищевик» Москва: И.Рыжов - Крючков, Пучков - Дынин, Рытов (46' Н.Глазов), В.Савин - Хомутов, Морев, А.Алексеев, Бугров, Сизов |                 |         |                  |                                                               |

| 23 мая Ч 3 (32) | «Динамо» Москва                       | 1:1     | «Металлург» Москва | Болшево                                                       |
| | - Семичастный 6'(пен.) - Ратников 63′ | (отчёт) | - 84′ Папков       | Стадион: «Динамо» Зрителей: 10 000 Судья: М.Дмитриев (Москва) |
| «Динамо» Москва: Акимов - Тетерин, Корчебоков - Коротков, Елисеев (28' Качалин), Чернышев - Ратников, Семичастный, Щербаков, Якушин, Ильин · «Металлург» Москва: Набоков - Н.Родионов, Алякринский - Г.Комаров, Сиземов, Палыска - Потапов, А.Зайцев, Капелькин, Кудрявцев, Папков |                                       |         |                    |                                                               |

| 30 мая Ч 4 (33) | «Динамо» Москва               | 2:2     | «Динамо» Тбилиси                     | Тбилиси                                                       |
| | - Ратников 44′ - Белоусов 86′ | (отчёт) | - 20′ М.Бердзенишвили - 33′ Бережной | Стадион: «Динамо» Зрителей: 40 000 Судья: В.Кузнецов (Москва) |
| «Динамо» Москва: Акимов - Тетерин, Корчебоков - Коротков, Качалин, Чернышев - Ратников, Семичастный, Щербаков (70' Белоусов), Якушин, Ильин «Динамо» Тбилиси: Дорохов - Шавгулидзе , Чумбуридзе - Джорбенадзе, Фролов, Гагуа - Т.Гавашели, М.Бердзенишвили, Пайчадзе, Бережной, Сомов |                               |         |                                      |                                                               |

| 5 июн Ч 5 (34) | «Динамо» Москва | 1:0     | «Динамо» Ростов | Ростов                                                              |
| | - Якушин 20′    | (отчёт) |                 | Стадион: им.Ворошилова Зрителей: 15 000 Судья: М.Онищенко (Харьков) |
| «Динамо» Москва: Акимов - Тетерин, Корчебоков - Коротков, Качалин, Чернышев - Ратников, Семичастный, Белоусов, Якушин, Ильин «Динамо» Ростов: Боженко - В.Глазков, Трейнис - Коломацкий, Водопьянов , А.Григорьев - Домбазов, Рудов, Бехтенев, П.Макаров, Бибко |                 |         |                 |                                                                     |

| 11 июн Ч 6 (35) | «Динамо» Москва   | 0:1     | «Сельмаш» Харьков | Харьков                                                          |
| | - Ильин 72'(пен.) | (отчёт) | - 36′ Лукьяненко  | Стадион: «Сельмаш» Зрителей: 25 000 Судья: Г.Черногоров (Одесса) |
| «Динамо» Москва: Акимов - Тетерин, Корчебоков - Коротков, Качалин, Чернышев - Семичастный, Лапшин (75' Белоусов), Якушин, Пономарев, Ильин «Сельмаш» Харьков: Стеценко - Заднепровский, Башкарев - Рогозянский, Копейко, Тимченко (75' Топорков) - Лукьяненко, Голубов, Горохов, Грабарев, Моргунов |                   |         |                   |                                                                  |

| 15 июн Ч 7 (36) | «Динамо» Москва             | 2:2     | «Темп» Баку                     | Москва                                                          |
| | - Пономарев 2′ - Павлов 27′ | (отчёт) | - 13′ Нифонтов - 76′ А.Маркаров | Стадион: «Динамо» Зрителей: 15 000 Судья: В.Быстров (Ленинград) |
| «Динамо» Москва: Фокин - Тетерин, Синицын - Лапшин, Забелин, Коротков - Семичастный, Пономарев, Якушин, Павлов, Ильин «Темп» Баку: Иконников - Г.Коротков, Микаэлян - Нифонтов, С.Петросян, Гудков - Г.Беляев, А.Маркаров, А.Орлов, Амирджанов, Саркисов |                             |         |                                 |                                                                 |

| 23 июн Ч 8 (37) | «Динамо» Москва                   | 4:0     | «Спартак» Харьков | Москва                                                           |
| | - Павлов 10′ - Якушин 20′ 65′ 76′ | (отчёт) |                   | Стадион: «Динамо» Зрителей: 30 000 Судья: В.Лукандер (Ленинград) |
| «Динамо» Москва: Акимов - Радикорский, Корчебоков - Лапшин, Забелин, Коротков - Семичастный, Пономарев, Якушин, Павлов (46' Белоусов), Ильин «Спартак» Харьков: Девляшев (46' Шатоха) - Кириллов, Вас.Иванов - Милов, Шведов , Харламов - Княжевский, Сапельников, И.Серов, В.Макаров, Гуркин |                                   |         |                   |                                                                  |

| 29 июн Ч 9 (38) | «Динамо» Москва                    | 3:0     | «Динамо» Ленинград | Москва                                                          |
| | - Пономарев 69′ 71′ - Щербаков 75′ | (отчёт) |                    | Стадион: «Динамо» Зрителей: 50 000 Судья: К.Кравченко (Тбилиси) |
| «Динамо» Москва: Акимов - Тетерин, Корчебоков - Лапшин, Забелин, Коротков - Семичастный, Якушин, Щербаков, Пономарев 88', Ильин · «Динамо» Ленинград: Кузьминский - М.Денисов, П.Киселев - Ошенков, Вал. Федоров , Кузьмин - Сазонов, П.Дементьев, Алов, Н.Дементьев, Быков |                                    |         |                    |                                                                 |

| 2 июл Ч 10 (39) | «Динамо» Москва                                                  | 5:2     | «Локомотив» Тбилиси                     | Москва                                                        |
| | - Щербаков 20′ - Ильин 33′ (пен.) 60′ (пен.) - Пономарев 53′ 56′ | (отчёт) | - 58′ (пен.) 64'(пен.) 68′ (пен.) Читая | Стадион: «Динамо» Зрителей: 15 000 Судья: И.Колтунов (Москва) |
| «Динамо» Москва: Фокин - Тетерин, Корчебоков - Лапшин, Забелин, Коротков - Семичастный (54' Белоусов), Якушин, Щербаков, Пономарев, Ильин · «Локомотив» Тбилиси: Шудра - Воронов, Ш.Чхатарашвили - Ш.Рамишвили, Н.Чхатарашвили , Гвиниашвили 70' - Нинуа, Сихарулидзе, Читая, Чередниченко, Имнадзе |                                                                  |         |                                         |                                                               |

| 15 июл Ч 11 (40) | «Динамо» Москва                                | 4:1     | «Локомотив» Москва | Москва                                                        |
| | - Пономарев 18′ 48′ - Ильин 36′ - Ратников 58′ | (отчёт) | - 84′ Н.Ильин      | Стадион: «Динамо» Зрителей: 12 000 Судья: В.Васильев (Москва) |
| «Динамо» Москва: Акимов - Радикорский, Корчебоков - Лапшин, Забелин, Коротков - Ратников, Якушин, Щербаков, Пономарев, Ильин «Локомотив» Москва: Гранаткин - Станкевич, И.Гвоздков - М.Жуков, Мошкаркин, Н.Ильин - В.Сердюков, Михеев, Лавров, Огурцов, Теренков |                                                |         |                    |                                                               |

| 18 июл Ч 12 (41) | «Динамо» Москва | 0:1     | ЦДКА             | Москва                                                            |
| |                 | (отчёт) | - 60′ Щербатенко | Стадион: «Динамо» Зрителей: 30 000 Судья: Е.Георгиевский (Москва) |
| «Динамо» Москва: Акимов - Радикорский, Корчебоков - Лапшин, Забелин, Коротков - Ратников, Якушин, Щербаков, Пономарев, Ильин ЦДКА: Веневцев - Лясковский, Базовой - Зенкин, К.Малинин, Никишин - Киреев, А.Протасов, Щербатенко, М.Орехов, Федотов |                 |         |                  |                                                                   |

| 26 июл Ч 13 (42) | «Динамо» Москва              | 2:1     | «Спартак» Ленинград | Ленинград                                                   |
| | - Щербаков 27′ - Елисеев 38′ | (отчёт) | - 24′ Бизюков       | Стадион: им.Ленина Зрителей: 12 000 Судья: А.Елисеев (Баку) |
| «Динамо» Москва: Фокин - Радикорский, Корчебоков - Лапшин, Забелин, Коротков - Семичастный, Елисеев, Щербаков, Пономарев, Ильин «Спартак» Ленинград: Хитров - Данилюк , Вик.Иванов - Куренков, Буднев, Горбачев - Бизюков, Мурашев, Е.Шелагин, Ярцев, Кусков |                              |         |                     |                                                             |

| 31 июл Ч 14 (43) | «Динамо» Москва                                                       | 7:1     | «Локомотив» Киев    | Москва                                                          |
| | - Пономарев 28′ - Смирнов 44′ 49′ 86′ - Якушин 55′ 82′ - Ратников 78′ | (отчёт) | - 75′ (пен.) Галкин | Стадион: «Динамо» Зрителей: 10 000 Судья: В.Клемпнер (Таганрог) |
| «Динамо» Москва: Акимов - Тетерин, Корчебоков - Лапшин, Елисеев, Ремин - Пономарев (35' Ратников), Якушин, Смирнов, Павлов, Ильин · «Локомотив» Киев: Сорин - Саблин, Сухарев - В.Балакин, Радзивинович, Францев - Галкин, Н.Балакин, Авраменко, Ф.Кузьменко , Шацкий |                                                                       |         |                     |                                                                 |

| 19 авг Ч 15 (44) | «Динамо» Москва                                            | 4:2     | «Крылья Советов» Москва | Москва                                                          |
| | - Семичастный 25′ - Елисеев 30′ - Смирнов 45′ - Якушин 68′ | (отчёт) | - 20′ (пен.) 38′ Волков | Стадион: «Динамо» Зрителей: 12 000 Судья: В.Моргунов (Таганрог) |
| «Динамо» Москва: Фокин - Тетерин, Корчебоков - Коротков (75' Забелин), Елисеев, Ремин - Семичастный, Якушин, Смирнов, Павлов, Ильин «Крылья Советов» Москва: Назаретов - Евграфов (70'Ананьев), Чернов - Пругер, А.Ржевцев , Ильичев - М.Никифоров, Карасев, М.Ржевцев, Волков, Енушков |                                                            |         |                         |                                                                 |

| 23 авг Ч 16 (45) | «Динамо» Москва | 1:4     | «Спартак» Москва                                     | Москва                                                        |
| | - Павлов 66′    | (отчёт) | - 15′ 50′ А.Соколов - 22′ В.Семенов - 75′ В.Степанов | Стадион: «Динамо» Зрителей: 60 000 Судья: М.Дмитриев (Москва) |
| «Динамо» Москва: Акимов - Тетерин, Корчебоков - Коротков, Елисеев, Чернышев - Ратников, Якушин, Смирнов 80', Павлов, Ильин (47' Семичастный) · «Спартак» Москва: Квасников - Вик. Соколов, Вас. Соколов - Тучков, Ан. Старостин , С.Артемьев - Глазков, В.Степанов, В.Семенов, А.Соколов (55' Н.Гуляев), Кустылкин |                 |         |                                                      |                                                               |

| 29 авг Ч 17 (46) | «Динамо» Москва                                               | 6:0     | «Зенит» Ленинград | Ленинград                                                        |
| | - Поставнин 17′ 72′ 76′ - Ильин 27′ - Якушин 38′ - Гринин 60′ | (отчёт) |                   | Стадион: им.Ленина Зрителей: 10 000 Судья: М.Навольнев (Сталино) |
| «Динамо» Москва: Фокин - Радикорский, Синицын - Лапшин, Забелин, Елисеев - Семичастный, Гринин, Якушин, Поставнин, Ильин «Зенит» Ленинград: Эвранов - Чекрыжов, Козловский - П.Никонов, А.Фесенко , Гинько - Г.Головня (46' Зубарев), Одинцов, М.Андреев, Крылов, Валькер |                                                               |         |                   |                                                                  |

| 1 сен Ч 18 (47) | «Динамо» Москва            | 2:1     | «Сталинец» Ленинград               | Ленинград                                                     |
| | - Елисеев 60′ - Гринин 76′ | (отчёт) | - 4'(пен.) Мишук - 54′ Ал.Ларионов | Стадион: им.Ленина Зрителей: 12 000 Судья: Н.Усов (Ленинград) |
| «Динамо» Москва: Фокин - Радикорский, Синицын - Лапшин (46' Коротков), Забелин, Елисеев - Семичастный, Гринин, Назаров, Поставнин, Ильин «Сталинец» Ленинград: Ар.Ларионов - Козинец, Медведев - Копченов, Мишук, Зябликов - Ласин, Ивин , Ал.Ларионов, В.Шелагин, Лаврентьев |                            |         |                                    |                                                               |

| 10 сен Ч 19 (48) | «Динамо» Москва              | 2:0     | «Стахановец» Сталино | Москва                                                        |
| | - Поставнин 16′ - Якушин 86′ | (отчёт) |                      | Стадион: «Динамо» Зрителей: 12 000 Судья: А.Богданов (Москва) |
| «Динамо» Москва: Фокин - Радикорский, Синицын - Лапшин, Забелин, Елисеев - Семичастный, Гринин, Якушин, Поставнин, Ильин «Стахановец» Сталино: Скрипченко - Мазанов , Бикезин - И.Смагин, Н.Кузнецов, Прийменко - Балаба, Сидоров, Кононенко, Васин, Несмеха |                              |         |                      |                                                               |

| 15 сен Ч 20 (49) | «Динамо» Москва        | 2:3     | «Трактор» Сталинград                                   | Сталинград                                                          |
| | - Ильин 20′ (пен.) 78′ | (отчёт) | - 25′ (пен.) Пономарев - 55′ В.Ливенцев - 65′ Проценко | Стадион: «Трактор» Зрителей: 12 000 Судья: В.Сыромятников (Харьков) |
| «Динамо» Москва: Фокин - Радикорский, Синицын - Лапшин, Забелин, Елисеев - Семичастный, Гринин, Якушин, Поставнин, Ильин «Трактор» Сталинград: Усов - Тяжлов , В.Матвеев - Колесников, Покровский, Рудин - В.Ливенцев, Шляпин, Пономарев, Проценко, В.Терентьев |                        |         |                                                        |                                                                     |

| 22 сен Ч 21 (50) | «Динамо» Москва                                                   | 6:2     | «Электрик» Ленинград         | Москва                                                          |
| | - Ильин 5′ - Поставнин 12′ - Семичастный 23′ - Гринин 27′ 39′ 61′ | (отчёт) | - 60′ И.Смирнов - 65′ Лотков | Стадион: «Динамо» Зрителей: 25 000 Судья: М.Навольнев (Сталино) |
| «Динамо» Москва: Фокин - Тетерин, Синицын - Лапшин, Забелин, Елисеев - Семичастный, Гринин, Якушин, Поставнин, Ильин «Электрик» Ленинград: Набутов - Дубин, Анциферов - Бодров, Орешкин, Яблочкин - Карась, Пав.Артемьев, И.Смирнов , Абрамов, Лотков |                                                                   |         |                              |                                                                 |

| 30 сен Ч 22 (51) | «Динамо» Москва                              | 3:0     | «Торпедо» Москва | Москва                                                       |
| | - Поставнин 4′ - Ильин 21′ - Семичастный 49′ | (отчёт) |                  | Стадион: «Динамо» Зрителей: 40 000 Судья: К.Терехов (Москва) |
| «Динамо» Москва: Акимов - Тетерин, Чернышев - Лапшин, Забелин, Елисеев - Семичастный, Гринин, Якушин, Поставнин, Ильин «Торпедо» Москва: В.Виноградов - В.Поляков, В.Орлов - В.Маслов , Кочетков, Ершов - Каричев, Рязанцев, Синяков, П.Петров, Емельянов |                                              |         |                  |                                                              |

| 12 окт Ч 23 (52) | «Динамо» Москва   | 1:2     | «Сталинец» Москва                         | Москва                                                          |
| | - Ильин 5′ (пен.) | (отчёт) | - 69'(пен.) С.Соколов - 71′ 72′ Давидович | Стадион: «Динамо» Зрителей: 20 000 Судья: А.Сохранский (Москва) |
| «Динамо» Москва: Акимов - Тетерин, Чернышев - Лапшин, Забелин, Елисеев - Семичастный, Гринин, Якушин, Поставнин, Ильин «Сталинец» Москва: Ефимов - Карелин, Бушуев - С.Соколов, Н.Козлов, Зильберштейн - Шумов, Гуськов, Давидович, Ф.Разоренов, Е.Михайлов |                   |         |                                           |                                                                 |

| 18 окт Ч 24 (53) | «Динамо» Москва | 1:3     | «Динамо» Одесса                              | Одесса                                                                         |
| | - Ильин 71′     | (отчёт) | - 22′ Брагин - 32′ Л.Орехов - 85′ В.Онищенко | Стадион: ЦПКиО им. Т.Г.Шевченко Зрителей: 25 000 Судья: Л.Чернобыльский (Киев) |
| «Динамо» Москва: Фокин - Синицын, Чернышев - Лапшин, Забелин, Елисеев - Семичастный, Гринин, Якушин, Поставнин, Ильин «Динамо» Одесса: Пиньков - Хижников, Волин - Брагин, Токарь, Хейнсон - Гичкин, Малхасов, Л.Орехов, В.Онищенко, Борисевич |                 |         |                                              |                                                                                |

| 24 окт Ч 25 (54) | «Динамо» Москва  | 2:3     | «Динамо» Киев                   | Киев                                                             |
| | - Якушин 35′ 90′ | (отчёт) | - 73′ Лайко - 80′ 84′ П.Комаров | Стадион: «Динамо» Зрителей: 30 000 Судья: И.Горелкин (Ленинград) |
| «Динамо» Москва: Акимов - Тетерин, Синицын 82' - Лапшин, Забелин, Елисеев - Ратников(75' Чернышев), Якушин, Щербаков, Семичастный, Ильин · «Динамо» Киев: Идзковский - Правоверов, Клименко - Гребер, Лифшиц, И.Кузьменко - Гончаренко, Шиловский, Лайко, П.Комаров, Афанасьев (46' Калач) |                  |         |                                 |                                                                  |

#### Итоговая таблица
| М | Команда            | И  | В  | Н | П | Мячи    | ±   | О  |
| - | ------------------ | -- | -- | - | - | ------- | --- | -- |
|   | «Спартак» Москва   | 25 | 18 | 3 | 4 | 74 − 19 | +55 | 39 |
|   | ЦДКА               | 25 | 17 | 3 | 5 | 52 − 24 | +28 | 37 |
|   | «Металлург» Москва | 25 | 16 | 5 | 4 | 57 − 29 | +28 | 37 |
| 4 | «Динамо» Киев      | 25 | 15 | 6 | 4 | 76 − 35 | +41 | 36 |
| 5 | «Динамо» Москва    | 25 | 14 | 4 | 7 | 69 − 34 | +35 | 32 |
| 6 | «Динамо» Тбилиси   | 25 | 11 | 9 | 5 | 54 − 39 | +15 | 31 |

И — игры, В — выигрыши, Н — ничьи, П — проигрыши, Мячи — забитые и пропущенные голы, ± — разница голов, О — очки

### Кубок СССР 1938
Число участников — 279. Система розыгрыша — «олимпийская». Победитель — «Спартак» Москва.
Команда «Динамо» Москва выбыла в 1/32 финала.
| 5 авг К 1 (8) 1/32 финала | «Динамо» Москва | 1:3     | «Торпедо» Москва                           | Москва                                                       |
| | - Ратников 45′  | (отчёт) | - 25′ Синяков - 65′ Рязанцев - 88′ Каричев | Стадион: «Динамо» Зрителей: 60 000 Судья: С.Демидов (Москва) |
| «Динамо» Москва: Акимов - Радикорский, Корчебоков - Лапшин (46' Коротков), Забелин, Ремин - Ратников, Якушин, Смирнов, Елисеев, Ильин «Торпедо» Москва: Кочетов - В.Поляков , В.Орлов - В.Маслов, Кочетков, Ершов - Каричев, Рязанцев, Синяков, П.Петров, Емельянов |                 |         |                                            |                                                              |

## Товарищеские матчи

#### Предсезонные игры
| 22 апр ТМ 1 | «Динамо» Москва   | 2:0     | «Динамо» Ростов | Ростов              |
|             | - Смирнов 15′ 19′ | (отчёт) |                 | Стадион: им.Сталина |

| 24 апр ТМ 2 | «Динамо» Москва               | 2:0     | «Динамо» Ростов       | Ростов                                         |
| | - Смирнов 10′ - Пономарев 36′ | (отчёт) | - 25'(пен.) П.Макаров | Стадион: им.Сталина Судья: К.Капранов (Ростов) |
| «Динамо» Москва: Акимов - Тетерин, Корчебоков - Лапшин, Елисеев(46' Качалин), Чернышев - Пономарев, Семичастный, Смирнов (37' Белоусов), Щербаков (46' Павлов), Ратников «Динамо» Ростов: Боженко - В.Глазков, Трейнис - Коломацкий, Водопьянов, А.Григорьев - Домбазов, Бехтенев, Зайцев, П.Макаров, Бибко |                               |         |                       |                                                |

#### Приз открытия сезона
| 6 мая ТМ 3 | «Динамо» Москва | 1:2     | «Спартак» Москва                 | Москва                                                         |
| | - Пономарев 88′ | (отчёт) | - 22′ В.Семенов - 47′ В.Степанов | Стадион: «Сталинец» Зрителей: 30 000 Судья: Л.Щелчков (Москва) |
| «Динамо» Москва: Н.Соколов - Тетерин, Корчебоков - Лапшин, Качалин, Чернышев - Ратников, Белоусов, Якушин , Семичастный, Пономарев «Спартак» Москва: Квасников - Вик.Соколов, Вас.Соколов - С.Артемьев, Андр.Старостин , П.Старостин - Глазков,В.Степанов, В.Семенов, А.Соколов, Исаев |                 |         |                                  |                                                                |

#### Финал весеннего первенства среди клубных команд[4]
| 26 июн ТМ 4 | «Динамо» Москва | 1:1     | «Спартак» Москва | Москва                                                       |
| | - Якушин 90′    | (отчёт) | - 63′ Касимов    | Стадион: «Динамо» Зрителей: 33 000 Судья: В.Архипов (Москва) |
| «Динамо» Москва: Акимов - Тетерин, Корчебоков - Лапшин, Забелин, Коротков - Семичастный, Пономарев, Якушин, Павлов, Ильин · «Спартак» Москва: Квасников - Вик.Соколов, Тучков - С.Артемьев, Андр.Старостин , П.Старостин - Касимов, Глазков, В.Семенов, А.Соколов 75', Исаев |                 |         |                  |                                                              |

## Статистика сезона

### Игроки и матчи
| Игрок                | Чемпионат       | Чемпионат | Кубок           | Кубок   | Итого           | Итого   | Товарищеские матчи | Товарищеские матчи | Всего Чемпионат | Всего Чемпионат | Всего Кубок     | Всего Кубок | Всего           | Всего   | Международные матчи | Международные матчи |
| Игрок                | Вышел на замену | Гол       | Вышел на замену | Гол     | Вышел на замену | Гол     | Вышел на замену    | Гол                | Вышел на замену | Гол             | Вышел на замену | Гол         | Вышел на замену | Гол     | Вышел на замену     | Гол                 |
| Вратари              | Вратари         | Вратари   | Вратари         | Вратари | Вратари         | Вратари | Вратари            | Вратари            | Вратари         | Вратари         | Вратари         | Вратари     | Вратари         | Вратари | Вратари             | Вратари             |
| -------------------- | --------------- | --------- | --------------- | ------- | --------------- | ------- | ------------------ | ------------------ | --------------- | --------------- | --------------- | ----------- | --------------- | ------- | ------------------- | ------------------- |
| Анатолий Акимов      | 15              | (-18)     | 1               | (-3)    | 16              | (-21)   | 2                  | (-1)               | 15              | (-18)           | 1               | (-3)        | 16              | (-21)   |                     |                     |
| Евгений Фокин        | 10              | (-16)     |                 |         | 10              | (-16)   |                    |                    | 27              | (-38)           | 3               | (-4)        | 74              | (-100)  |                     |                     |
| Защитники            |                 |           |                 |         |                 |         |                    |                    |                 |                 |                 |             |                 |         |                     |                     |
| Виктор Тетерин (1)   | 16              |           |                 |         | 16              |         | 3                  |                    | 32              |                 | 7               |             | 107             |         | 2                   |                     |
| Лев Корчебоков       | 15              |           | 1               |         | 16              |         | 3                  |                    | 40              |                 | 7               |             | 110             |         | 3                   |                     |
| Аркадий Чернышев     | 11              |           |                 |         | 11              |         | 2                  |                    | 27              | 1               | 6               |             | 33              | 1       | 2                   |                     |
| Всеволод Радикорский | 8               |           | 1               |         | 9               |         |                    |                    | 8               |                 | 1               |             | 9               |         |                     |                     |
| Николай Синицын      | 8               |           |                 |         | 8               |         |                    |                    | 8               |                 |                 |             | 8               |         |                     |                     |
| Полузащитники        |                 |           |                 |         |                 |         |                    |                    |                 |                 |                 |             |                 |         |                     |                     |
| Алексей Лапшин       | 19              |           | 1               |         | 20              |         | 3                  |                    | 43              |                 | 4               |             | 88              | 13      | 3                   |                     |
| Павел Забелин        | 17              |           | 1               |         | 18              |         | 1                  |                    | 17              |                 | 1               |             | 18              |         |                     |                     |
| Евгений Елисеев      | 15              | 3         | 1               |         | 16              | 3       | 1                  |                    | 44              | 5               | 8               |             | 52              | 5       | 2                   |                     |
| Павел Коротков       | 15              |           | 1               |         | 16              |         | 1                  |                    | 29              |                 | 5               |             | 61              | 1       |                     |                     |
| Гавриил Качалин      | 5               |           |                 |         | 5               |         | 2                  |                    | 18              |                 | 2               |             | 20              |         | 2                   |                     |
| Александр Рёмин      | 2               |           | 1               |         | 3               |         |                    |                    | 16              |                 | 5               |             | 47              |         | 1                   |                     |
| Нападающие           |                 |           |                 |         |                 |         |                    |                    |                 |                 |                 |             |                 |         |                     |                     |
| Михаил Семичастный   | 22              | 6         |                 |         | 22              | 6       | 3                  |                    | 46              | 20              | 7               | 7           | 53              | 27      | 3                   | 3                   |
| Михаил Якушин        | 23              | 12        | 1               |         | 24              | 12      | 2                  | 1                  | 51              | 23              | 8               | 2           | 82              | 36      | 3                   | 2                   |
| Иван Щербаков        | 10              | 6         |                 |         | 10              | 6       | 1                  |                    | 12              | 8               |                 |             | 12              | 8       |                     |                     |
| Алексей Пономарёв    | 9               | 8         |                 |         | 9               | 8       | 3                  | 2                  | 30              | 15              | 6               | 4           | 36              | 19      | 1                   |                     |
| Сергей Ильин (25)    | 24              | 11        | 1               |         | 25              | 11      | 1                  |                    | 53              | 25              | 8               | 8           | 115             | 74      | 3                   | 1                   |
| Константин Ратников  | 10              | 4         | 1               | 1       | 11              | 5       | 2                  |                    | 10              | 4               | 1               | 1           | 11              | 5       |                     |                     |
| Николай Поставнин    | 9               | 6         |                 |         | 9               | 6       |                    |                    | 9               | 6               |                 |             | 9               | 6       |                     |                     |
| Алексей Гринин       | 8               | 5         |                 |         | 8               | 5       |                    |                    | 8               | 5               |                 |             | 8               | 5       |                     |                     |
| Василий Павлов       | 5               | 3         |                 |         | 5               | 3       | 2                  |                    | 15              | 10              |                 |             | 100             | 106     |                     |                     |
| Николай Белоусов     | 5               | 1         |                 |         | 5               | 1       | 2                  |                    | 8               | 2               |                 |             | 8               | 2       |                     |                     |
| Василий Смирнов      | 3               | 4         | 1               |         | 4               | 4       | 2                  | 3                  | 30              | 22              | 8               | 8           | 92              | 68      | 3                   | 2                   |
| Александр Назаров    | 1               |           |                 |         | 1               |         |                    |                    | 1               |                 |                 |             | 1               |         |                     |                     |

### Личные и командные достижения
Динамовцы в Списке 55 лучших футболистов
| Турнир            | Игрок                                                         | Вышел на замену | Игрок                          | Гол |
| ----------------- | ------------------------------------------------------------- | --------------- | ------------------------------ | --- |
| Сезоны в клубе    | Василий Павлов                                                | 12              |                                |     |
| Официальные матчи | Сергей Иванов                                                 | 119             | Сергей Иванов                  | 108 |
| Чемпионат         | Сергей Ильин                                                  | 53              | Сергей Ильин                   | 25  |
| Кубок             | Евгений Елисеев, Михаил Якушин, Сергей Ильин, Василий Смирнов | 8               | Василий Смирнов & Сергей Ильин | 8   |

Достижения в сезоне

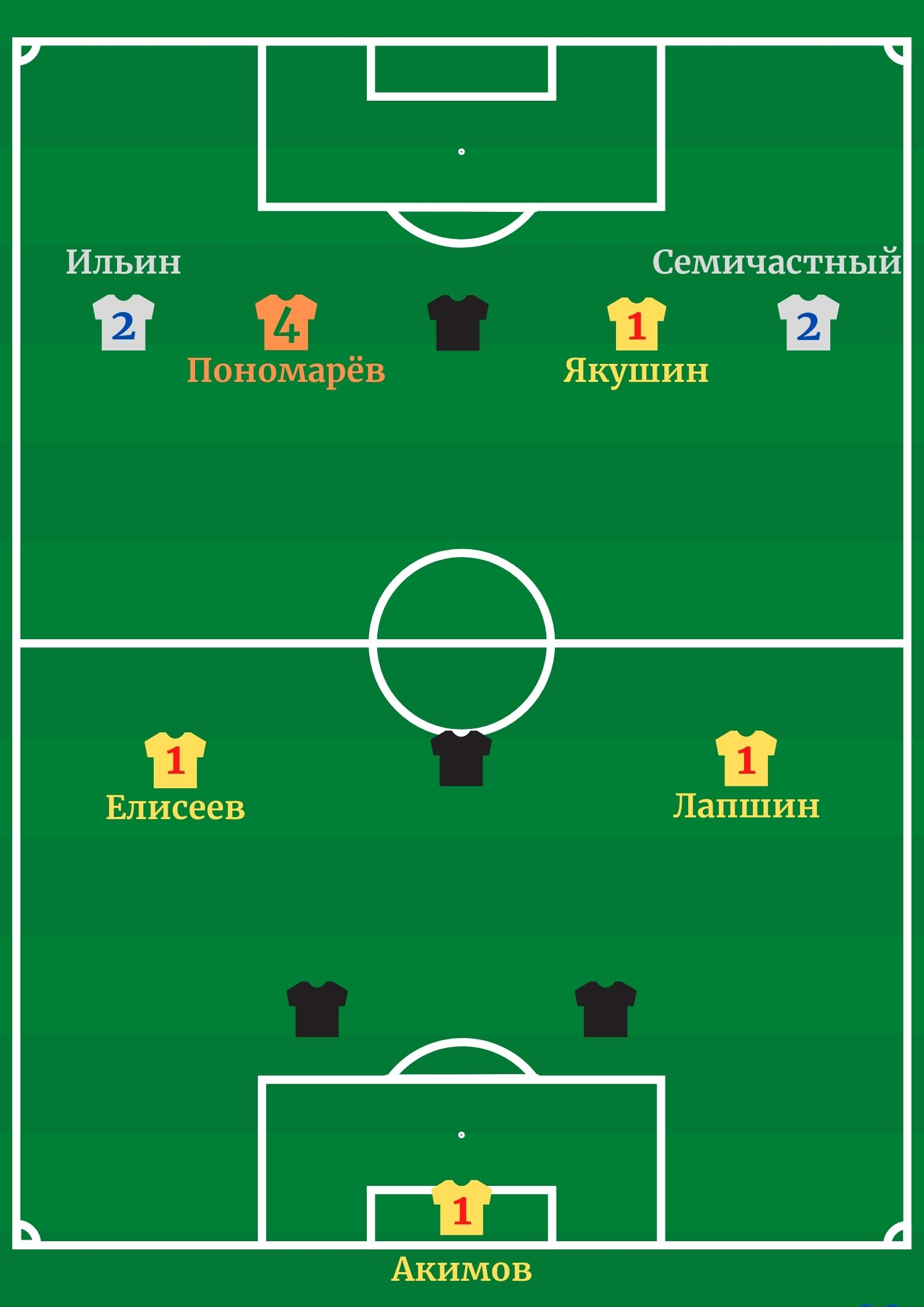

- Василий Павлов первым сыграл в 12-м сезоне за «Динамо»
- Сергей Ильин, Лев Корчебоков, Виктор Тетерин и Василий Павлов сыграли свои 100-е матчи за «Динамо»
- В матчах чемпионата пять динамовцев сделали по «хет-трику»: Михаил Семичастный, Михаил Якушин, Василий Смирнов, Николай Поставнин, Алексей Гринин